# Смолин, Ефим Маркович
Ефи́м Ма́ркович Смо́лин (род. 13 марта 1946, Москва) — советский писатель-сатирик, сценарист и драматург, юморист. Принимал участие в создании крупнейших радио- и телевизионных проектов («Радионяня», «Куклы», «Колесо истории»), автор монологов для известных эстрадных исполнителей. Лауреат премии «Золотой телёнок» (1989) и «Золотой Остап». Постоянный автор рубрики «Клуб 12 стульев» «Литературной газеты».

## Биография
Закончил Московский лесотехнический институт, в который поступил по специальному спорт-набору, как боксёр-перворазрядник. В этом же вузе учился Б. А. Березовский.
В 1969 году по чистой случайности начинает сотрудничать с «Литературной газетой».

Позвонил, ошибся номером. Хотел попасть в какую-то слесарную организацию, а оказалось, что попал в газету. Тогда появился фильм Кеосаяна «Неуловимые мстители», а вскоре вышла литовская картина «Армия „Трясогузки“ снова в бою». Я стал по телефону последнюю ругать, объяснять, что всё в ней передрано с «Неуловимых». А мне предложили написать письмо в редакцию, что я и сделал.— интервью для газеты "Сегодня"
Сотрудничество с «Литературной газетой» сыграло важную роль в жизни Смолина, так как именно из неё вышло большинство писателей-сатириков того времени.
В 1970-х годах по приглашению одного из родоначальников «Радионяни» Александра Левенбука пришёл в команду этой радиопередачи и стал её постоянным автором.
В 1975 году продаёт свой первый монолог «Жертва гипноза», с которого начинается его карьера эстрадного автора.

Что же касается эстрады, то там совершенно особая техника. И меня Гриша Мельников этому делу учил. Наверное, был и ещё какой-то перст судьбы, потому что купили первый же мой монолог. Он назывался «Жертва гипноза» — его купил, по-моему, Винокур. Тогда, чтобы номер продать, надо было пройти 28 инстанций, а номер стоил 150 рублей — зарплата инженера.— интервью для газеты "Солидарность"
Пишет тексты для многих эстрадных исполнителей — Евгения Петросяна, Клары Новиковой, Владимира Винокура. Особенной популярностью пользовались номера, исполненные Геннадием Хазановым, с которым драматург сотрудничает на протяжении большей части своей карьеры. Именно благодаря ему фраза «У-у, ты какая» из монолога «Курортный роман» становится крылатой. В 1983 году, после исполнения Геннадием Хазановым на концерте, посвящённом Дню советской милиции, монолога Ефима Смолина «Письмо генералу» артист и драматург попадают в опалу. Смолину запрещаются гастроли в городах-героях СССР.
Писал юмористические рассказы для детей и юношества, три из которых вошли в киножурнал «Ералаш».

С Хазановым, кстати, в 1982 году была жуткая история. Литераторы работают себе и не подозревают, что мир может в одно мгновение перевернуться. У меня был, на мой взгляд и на его взгляд, тогда совершенно невинный номер: «Письмо генералу КГБ». Про гулящего мужа, который не приходит домой и говорит жене, что он разведчик и выполнял задание. Мы его не залитовали, правда, потому что был какой-то концерт, и Хазанов сразу его прочёл, в конце.

Реакция была на следующий день. Были сняты со своих постов все, кого можно было снять, как карточный домик посыпались люди. Мне был запрещён въезд в город-герой Ленинград, а Хазанова на год лишили права концертной деятельности, установили за ним наблюдение.— интервью для газеты "Солидарность"
Сотрудничество с телевидением для Смолина начинается в начале 1980-х годов, когда он становится участником программы «Вокруг смеха».
Пик его карьеры приходится на 1990-е годы. Именно он был одним из сценаристов развлекательного телевизионного проекта «Куклы», стартовавшего в 1994 году. Правда, вскоре Смолин покидает проект и вспоминает о нём с крайней неохотой, хотя «Куклы» стали самым крупным и успешным телевизионным проектом в его карьере. В 1990-е годы Смолин сотрудничает также со сценарной группой REN-TV и стоит у истоков телевизионной игры «Колесо истории», которую вёл Леонид Якубович. Дальнейшая карьера Смолина складывается не столь удачно.
В 1998 году по его сценарию ставится фильм «Паранойя», а в 1999-м он выпускает комедийный сериал «Вы будете смеяться» с Кларой Новиковой. Проект был одной из первых попыток создать на российском экране аналог западных ситкомов. Последним на сегодняшний день проектом драматурга является программа «Клуб ворчунов», выходившая на московском телеканале ТВ Центр.

## Фильмография
- 1998 — Паранойя
- 1999 — Вы будете смеяться